# Советская печать
Советская пресса — совокупность печатных средств массовой информации (пресса), выходивших в советское время (Советская Россия и Советский Союз) в 1917-91 гг. Проводник советской идеологии.

## Общая характеристика
Все центральные издания имели свой штат высококвалифицированных журналистов. Политические и экономические новости давались специально подготовленными людьми. Центральные газеты имели разветвлённую сеть корпунктов по всему миру. В отдельных случаях в то место где они отсутствовали направлялись спецкорреспонденты. Существовал и институт юнкоров (юных корреспондентов).
Практически по каждой сфере жизни имелся специализированный журнал:  «Природа», кинематограф и театр («Кино», «Театр»), спорт («Советский спорт», «Футбол-хоккей»), наука («Наука и жизнь», «Химия и жизнь»), самообразование для юношества («Юный натуралист», «Юный техник», «Техника — молодёжи»).
Для каждого возраста детей существовал свой журнал/газета: Мурзилка, «Пионер»/«Пионерская правда», «Комсомольская жизнь»/«Комсомольская правда».
В каждой редакции существовал «отдел писем», в который приходило множество писем читателей, в том числе и о несправедливости начальства или «неполадках на местах». По некоторым, особо острым из них, была реакция — выезжал корреспондент и делал статью. По опубликованным критическим материалам и письмам местные власти должны были «принять меры», соответственно отреагировав.
Полиграфическое исполнение советских журналов и газет по своему уровню значительно уступало западным.
На некоторые пользующиеся спросом советские (и зарубежные) издания дефицит существовал всегда (о смелых, ярких статьях говорили потом долгое время, передавая выпуск из рук в руки; а имена журналистов, написавших их, запоминали надолго), но во время значительного всплеска интереса советских людей к публицистике  во время Перестройки спрос на многие газеты и журналы стал значительно превышать возможности советский полиграфической промышленности.

## История

### 1920-е
Кризис печати 1920-1923 годов  — процесс, развернувшийся в Советской России и СССР в среде печатных средств массовой информации; отечественные исследователи связывают данное явление с переходом на Новую экономическую политику (НЭП).

### 1930-е
см. также: Сталинские репрессии

### 1940-е
Для обслуживания населения оккупированных немецко-фашистскими войсками территорий Советского Союза 30 июля 1941 года за подписью заместителя наркома обороны СССР армейского комиссара I ранга Л. Мехлиса был издан приказ за № 0256 о создании при политических управлениях фронтов специальных газет:
- «За Советскую Белоруссию» (на белорусском языке), тиражом 200 тыс. экземпляров — при политуправлении Западного фронта;
- «За Советскую Украину» (на украинском языке), тиражом 300 тыс. экземпляров — при политуправлении Юго-Западного фронта;
- «За Советскую Молдавию» (на молдавском языке), тиражом 50 тыс. экземпляров — при политуправлении Южного фронта;
- «За Советскую Латвию» (на латышском языке), тиражом 30 тыс. экземпляров — при политуправлении Западного фронта;
- «За Советскую Литву» (на литовском языке), тиражом 30 тыс. экземпляров — при политуправлении Западного фронта

Газеты предполагалось выпускать 2—3  раза в неделю на двух больших полосах.
1941—1944
Помимо общего патриотического подъема, в военные годы отмечались факты работы сотрудников советской печати на оккупантов, так редактором оккупационной газеты «Новый путь» стал бывший редактор газеты «Рабочий путь», что является примером распространенного сотрудничества «газетчиков» с немцами в годы ВОВ. Аналогичный случай произошел с редактором газеты «Псковский колхозник», он стал редактором оккупационной немецкой газеты «За родину», причём вместе с ним к немцам перешла вся редакция, чистейшим коллаборационизмом определял подобные действия советских журналистов бывший редактор-консультант журнала «Коммунист», журналист «Эха Москвы» Виталий Дымарский и историк Олег Будницкий.
1945-1949
18 сентября 1947 года в ООН выступил зам. министра иностранных дел А. Я. Вышинский с речью «За мир и дружбу народов, против поджигателей новой войны», в которой предъявил США и Великобритании небезосновательные претензии в срыве работы по запрещению атомного оружия, в числе прочего назвав «поджигателями войны» 10 политиков и бизнесменов (однако среди них не было крупных государственных деятелей США и Великобритании). «Литературная газета», используя свой неофициальный статус, пошла ещё дальше — 20 сентября в памфлете Б. Л. Горбатова «Гарри Трумэн» президента сравнили с «маленьким ефрейтором из Мюнхена», а его деятельность противопоставили рузвельтовской, а в последующих номерах, под рубрикой «поджигатели войны», — Эйзенхауэра, Бевина, Маршалла («Шейлок с Уолл-стрита»). 
Памфлет Горбатова привёл к дипломатическому конфликту — обмену резкими по тону письмами В. М. Молотова и посла США У. Б. Смита. 1 октября 1947 г. в «Правде» министр иностранных дел СССР заявил о нежелании продолжать полемику, ибо «советское правительство не может нести ответственность за ту или иную статью». Дальнейшие обвинения дипломатов в адрес печати страны-противника оказались зеркально противоположными — каждый клеймил своего оппонента. С этого момента и до 1951 г. западные политики были лишены возможности свободно высказывать своё мнение в советских газетах. Такие же меры принимались и на Западе в отношении советских государственных деятелей.

### 1950-е
см. также: Хрущёвская оттепель, Хрущёвская антирелигиозная кампания

### 1960-е

#### 1961
Тиражи ведущих газет:
- Правда (газета) - 6,0 миллиона,
- Известия (газета) - 4,15 миллиона,
- Пионерская правда - 4,05 миллиона,
- Комсомольская правда - 3,35 миллиона,
- Советская Россия - 1,955 миллиона,
- Труд (газета) - 1,54 миллиона,
- Сельская жизнь - 0,9 миллиона,
- Советский спорт - 0,85 миллиона,
- Литературная газета - 620 тысяч,
- Учительская газета - 600 тысяч,
- Медицинский работник - 500 тысяч,
- Экономическая газета - 300 тысяч.

#### 1962
Тиражи ведущих газет:
- Правда (газета) - 6,0 миллиона,
- Пионерская правда - 6,0 миллиона,
- Известия (газета) - 5,0 миллиона,
- Комсомольская правда - 3,4 миллиона,
- Советская Россия - 2,0 миллиона,
- Труд (газета) - 1,6 миллиона,
- Сельская жизнь - 1,5 миллиона,
- Советский спорт - 0,9 миллиона.

#### 1963
Тиражи ведущих газет:
- Правда (газета) - 6,7 миллиона,
- Пионерская правда - 6,0 миллиона,
- Известия (газета) - 5,6 миллиона,
- Комсомольская правда - 3,9 миллиона,
- Сельская жизнь - 2,6 миллиона,
- Труд (газета) - 1,7 миллиона.

#### 1965
Тиражи ведущих газет:
- Известия (газета) - 8,0 миллиона,
- Пионерская правда - 7,4 миллиона,
- Правда (газета) - 6,7 миллиона,
- Комсомольская правда - 6,5 миллиона,
- Сельская жизнь - 6,2 миллиона,
- Советская Россия - 3,2 миллиона,
- Труд (газета) - 1,8 миллиона,
- Советский спорт - 1,6 миллиона,
- Учительская газета - 1,1 миллиона.

#### 1966
Тиражи ведущих газет:
- Пионерская правда - 8,3 миллиона,
- Известия (газета) - 7,9 миллиона,
- Правда (газета) - 6,45 миллиона,
- Комсомольская правда - 6,376 миллиона,
- Сельская жизнь - 6,204 миллиона,
- Советская Россия - 3,3 миллиона,
- Советский спорт - 2,2 миллиона,
- Труд (газета) - 1,94 миллиона,
- Учительская газета - 1,114 миллиона.

#### 1969
Тиражи ведущих газет:
- Пионерская правда - 9,6 миллиона,
- Правда (газета) - 8,4 миллиона,
- Известия (газета) - 8,3 миллиона,
- Комсомольская правда - 7,1 миллиона,
- Сельская жизнь - 6,6 миллиона,
- Труд (газета) - 3,5 миллиона,
- Советская Россия - 2,9 миллиона,
- Советский спорт - 2,7 миллиона,
- Учительская газета - 1,2 миллиона,
- Медицинская газета - 1,1 миллиона.

### 1970-е
Для довольно значительной части населения, считавшей, что она имеет право на собственное мнение, отличное от позиции партийной верхушки, своего рода духовной отдушиной стало творчество тех писателей, журналистов, драматургов, которые средствами аллегории, гротеска, иносказаний обращались к актуальным для общества темам. 

#### 1970
Тиражи ведущих газет:
- Пионерская правда - 9,7 миллиона,
- Правда (газета) - 9,0 миллиона,
- Известия (газета) - 8,35 миллиона,
- Комсомольская правда - 7,7 миллиона,
- Сельская жизнь - 6,6 миллиона,
- Труд (газета) - 4,1 миллиона,
- Советский спорт - 3,15 миллиона,
- Советская Россия - 2,762 миллиона,
- Литературная газета - 1,106 миллиона,
- Учительская газета - 1,175 миллиона,
- Медицинская газета - 1,094 миллиона.

#### 1972
Тиражи ведущих газет:
- Пионерская правда - 9,8 миллиона,
- Правда (газета) - 9,6 миллиона,
- Комсомольская правда - 8,4 миллиона,
- Известия (газета) - 8,0 миллиона,
- Сельская жизнь - 7,0 миллиона,
- Труд (газета) - 5,6 миллиона,
- Советский спорт - 3,5 миллиона,
- Советская Россия - 2,5 миллиона,
- Литературная газета - 1,5 миллиона,
- Учительская газета - 1,24 миллиона,
- Медицинская газета - 1,2 миллиона,
- Советская торговля - 1,0 миллиона.

#### 1973
Тиражи ведущих газет:
- Правда (газета) - 10,0 миллиона,
- Пионерская правда - 9,8 миллиона,
- Советская Россия - 9,6 миллиона,
- Комсомольская правда - 8,8 миллиона,
- Известия (газета) - 8,0 миллиона,
- Сельская жизнь - 7,1 миллиона,
- Труд (газета) - 6,7 миллиона,
- Советский спорт - 3,6 миллиона,
- Литературная газета - 1,6 миллиона,
- Учительская газета - 1,3 миллиона,
- Медицинская газета - 1,2 миллиона,
- Советская торговля - 1,1 миллиона.

#### 1976
Тиражи ведущих газет:
- Правда (газета) - 10,6 миллиона,
- Комсомольская правда - 9,9 миллиона,
- Пионерская правда - 9,5 миллиона,
- Труд (газета) - 8,2 миллиона,
- Сельская жизнь - 8,0 миллиона,
- Известия (газета) - 8,0 миллиона,
- Советский спорт - 3,9 миллиона,
- Советская Россия - 2,7 миллиона,
- Литературная газета - 2,3 миллиона,
- Учительская газета - 1,4 миллиона,
- Советская торговля - 1,2 миллиона,
- Медицинская газета - 1,2 миллиона,
- За рубежом - 1,0 миллиона.

#### 1977
Тиражи ведущих газет:
- Правда (газета) - 10,6 миллиона,
- Комсомольская правда - 10,0 миллиона,
- Пионерская правда - 8,9 миллиона,
- Труд (газета) - 8,4 миллиона,
- Сельская жизнь - 8,3 миллиона,
- Известия (газета) - 8,0 миллиона,
- Советский спорт - 3,9 миллиона,
- Советская Россия - 2,7 миллиона,
- Красная звезда - 2,6 миллиона,[20]
- Литературная газета - 2,5 миллиона,
- Учительская газета - 1,4 миллиона,
- Советская торговля - 1,3 миллиона,
- Медицинская газета - 1,2 миллиона,
- За рубежом - 1,0 миллиона.

#### 1979
Тиражи ведущих газет:
- Правда (газета) - 10,7 миллиона,
- Труд (газета) - 10,5 миллиона,
- Комсомольская правда - 10,0 миллиона,
- Сельская жизнь - 8,9 миллиона,
- Пионерская правда - 8,2 миллиона,
- Известия (газета) - 7,0 миллиона,
- Советский спорт - 4,0 миллиона,
- Литературная газета - 2,8 миллиона,
- Советская Россия - 2,7 миллиона,
- Советская торговля - 1,3 миллиона,
- Учительская газета - 1,2 миллиона,
- Медицинская газета - 1,1 миллиона,
- За рубежом - 1,0 миллиона.

### 1980-е — 1990-е (Перестройка)
На волне Гласности появилась жёлтая пресса («Экспресс-газета», «Мегаполис-экспресс», «СПИД-Инфо», КП и пр.), также: чернуха

#### 1980
Тиражи ведущих газет:
- Труд (газета) - 12,2 миллиона,
- Правда (газета) - 10,7 миллиона,
- Комсомольская правда - 10,0 миллиона,
- Сельская жизнь - 9,5 миллиона,
- Пионерская правда - 8,1 миллиона,
- Известия (газета) - 7,0 миллиона,
- Советский спорт - 4,0 миллиона,
- Советская Россия - 2,7 миллиона,
- Красная звезда - 2,6 миллиона,
- Советская торговля - 1,3 миллиона,
- Литературная газета - 1,2 миллиона,
- Учительская газета - 1,2 миллиона,
- Медицинская газета - 1,2 миллиона,
- За рубежом - 1,0 миллиона,
- Социалистическая индустрия - 0,9 миллиона,
- Экономическая газета - 0,8 миллиона,
- Гудок - 0,8 миллиона,
- Советская культура - 0,4 миллиона,
- Советский патриот - 0,4 миллиона.

#### 1981
Тиражи ведущих газет:
- Труд (газета) - 12,9 миллиона,
- Правда (газета) - 10,7 миллиона,
- Комсомольская правда - 10,0 миллиона,
- Сельская жизнь - 9,9 миллиона,
- Пионерская правда - 8,3 миллиона,
- Известия (газета) - 6,9 миллиона,
- Советский спорт - 4,6 миллиона,
- Советская Россия - 3,0 миллиона,
- Литературная газета - 2,8 миллиона,
- Советская торговля - 1,3 миллиона,
- Учительская газета - 1,1 миллиона,
- Медицинская газета - 1,1 миллиона,
- За рубежом - 1,0 миллиона,
- Аргументы и факты - 10 тысяч.[27]

#### 1982
Тиражи ведущих газет:
- Аргументы и факты - 20 тысяч.[27]

#### 1983
Тиражи ведущих газет:
- Труд (газета) - 14,0 миллиона,
- Правда (газета) - 10,2 миллиона,
- Комсомольская правда - 9,8 миллиона,
- Пионерская правда - 9,7 миллиона,
- Сельская жизнь - 9,5 миллиона,
- Известия (газета) - 6,2 миллиона,
- Советский спорт - 4,6 миллиона,
- Советская Россия - 3,3 миллиона,
- Литературная газета - 3,1 миллиона,
- Советская торговля - 1,1 миллиона,
- Учительская газета - 1,0 миллиона,
- Медицинская газета - 1,0 миллиона,
- За рубежом - 1,0 миллиона,
- Аргументы и факты - 80 тысяч.[27]

#### 1984
Тиражи ведущих газет:
- Труд (газета) - 15,4 миллиона,
- Комсомольская правда - 11,3 миллиона,
- Правда (газета) - 10,4 миллиона,
- Пионерская правда - 9,7 миллиона,
- Сельская жизнь - 9,5 миллиона,
- Известия (газета) - 6,4 миллиона,
- Советский спорт - 4,6 миллиона,
- Советская Россия - 3,5 миллиона,
- Литературная газета - 3,1 миллиона,
- Учительская газета - 1,1 миллиона,
- Медицинская газета - 1,1 миллиона,
- Советская торговля - 1,1 миллиона,
- За рубежом - 1,0 миллиона,
- Аргументы и факты - 100 тысяч.[27]

#### 1985
Тиражи ведущих газет:
- Труд (газета) - 16,7 миллиона,
- Комсомольская правда - 13,2 миллиона,
- Правда (газета) - 10,5 миллиона,
- Пионерская правда - 10,4 миллиона,
- Сельская жизнь - 9,2 миллиона,
- Известия (газета) - 6,7 миллиона,
- Советский спорт - 4,6 миллиона,
- Советская Россия - 3,6 миллиона,
- Литературная газета - 3,0 миллиона,
- Учительская газета - 1,2 миллиона,
- Медицинская газета - 1,2 миллиона,
- Советская торговля - 1,1 миллиона,
- За рубежом - 1,0 миллиона,
- Аргументы и факты - 300 тысяч.[27]

Тиражи ведущих журналов:
- Юность (журнал) - 3,3 миллиона,[31]
- Юный техник (журнал) - 2,115 миллиона,[32]
- Огонек (журнал) - 1,56 миллиона.[33]

#### 1986
Тиражи ведущих газет:
- Труд (газета) - 18,2 миллиона,
- Комсомольская правда - 14,6 миллиона,
- Пионерская правда - 11,1 миллиона,
- Правда (газета) - 11,0 миллиона,
- Сельская жизнь - 9,0 миллиона,
- Известия (газета) - 6,9 миллиона,
- Советский спорт - 4,6 миллиона,
- Советская Россия - 3,6 миллиона,
- Литературная газета - 3,0 миллиона,
- Аргументы и факты - 1,9 миллиона,[35]
- Учительская газета - 1,3 миллиона,
- Медицинская газета - 1,2 миллиона,
- Советская торговля - 1,2 миллиона.

#### 1987
Тиражи ведущих газет:
- Труд (газета) - 18,2 миллиона,
- Комсомольская правда - 17,0 миллиона,
- Пионерская правда - 11,5 миллиона,
- Правда (газета) - 11,1 миллиона,
- Сельская жизнь - 8,8 миллиона,
- Известия (газета) - 8,0 миллиона,
- Советская Россия - 4,5 миллиона,
- Аргументы и факты - 3,2 миллиона,[35]
- Литературная газета - 3,1 миллиона.

#### 1988
Тиражи ведущих газет:
- Труд (газета) - 19,0 миллиона,
- Комсомольская правда - 17,6 миллиона,
- Пионерская правда - 10,7 миллиона,
- Правда (газета) - 10,7 миллиона,
- Известия (газета) - 10,4 миллиона,
- Аргументы и факты - 9 миллионов,[38]
- Сельская жизнь - 7,5 миллиона,
- Советская Россия - 5,2 миллиона,
- Литературная газета - 3,8 миллиона.

#### 1989
Тиражи ведущих газет:
- Аргументы и факты - 20,5 миллиона,[40]
- Труд (газета) - 20,2 миллиона,
- Комсомольская правда - 18,3 миллиона,
- Известия (газета) - 11,0 миллиона,
- Правда (газета) - 10,7 миллиона,
- Пионерская правда - 9,8 миллиона,
- Сельская жизнь - 7,1 миллиона,
- Литературная газета - 6,5 миллиона,
- Советская Россия - 4,8 миллиона.

#### 1990
Тиражи ведущих газет:
- Аргументы и факты - 32,9 миллиона,[41]
- Комсомольская правда - 22 миллиона,[42]
- Труд (газета) - 21,515 миллиона,[43]
- Известия (газета) - 10,3 миллиона,[35]
- Правда (газета) - 7,7 миллиона,[44]
- Собеседник (газета) - 1,3 миллиона.[45]

Тиражи ведущих журналов:
- Работница (журнал) - 24,106 миллиона,[46]
- Крестьянка (журнал) - 22,18 миллиона,[47]
- Здоровье (журнал) - 18,25 миллиона,[48]
- Человек и закон (журнал) - 9,15 миллиона,[49]
- Крокодил (журнал) - 5,05 миллиона,[50]
- Огонек (журнал) - 4,6 миллиона,[51]
- Роман-газета (журнал) - 3,36 миллиона,[52]
- Смена (журнал) - 3,318 миллиона,[53]
- Юность (журнал) - 3,1 миллиона,[54]
- Ровесник (журнал) - 3,0 миллиона,[55]
- Новый мир (журнал) - 2,71 миллиона,[56]
- Наука и жизнь (журнал) - 2,7 миллиона,[57]
- Перець (журнал) - 2,003 миллиона,[58]
- Юный техник (журнал) - 1,955 миллиона,[59]
- Мы (журнал) - 1,844 миллиона,[60]
- Пионер (журнал) - 1,82 миллиона,[61]
- Сельская молодежь (журнал) - 1,4 миллиона,[62]
- Костер (журнал) - 1,24 миллиона,[63]
- Студенческий меридиан (журнал) - 1,125 миллиона,[64]
- Аврора (журнал, Санкт-Петербург) - 1,09 миллиона,[65]
- Знамя (журнал) - 1 миллион,[66]
- Парус (журнал) - 1 миллион,[67]
- Советский экран (журнал) - 1 миллион.[68]

## Региональная пресса

### Россия
Они настолько лишены надзора и руководства, что они просто скупаются нашими хозяйственниками за гроши, просто подкупаются. Часто наши районные газеты, возьмём газеты Западной области — «Колхозник», «Заря социализма», «Социалистический путь», «За коммуну», «Большевистские темпы» и др., все они печатают статьи о достижениях отделений Госбанка. (Смех.). Они организуют отзывы председателей колхозов и бригадиров, отзывы хвалебные по адресу этих отделений Госбанка и получают за это мзду и большую денежную награду даже не для личных целей, а для поддержания самих газет, ибо сами газеты поставлены в чрезвычайно тяжёлые материальные условия, ибо техническая база районных газет совершенно нетерпима, ибо печатаются районные газеты на такой бумаге, что это позор для нас.— Из речи Л. З. Мехлиса на февральско-мартовском Пленуме ЦК ВКП  (23 февраля — 5 марта 1937 г.) — 4 марта 1937 г., вечернее заседание

### Украина и Белоруссия
БССР: см. Список журналов Белорусской ССР

УССР: см. Список журналов Украинской ССР

### Прибалтика
Газеты Советская Литва, Советская Латвия, Советская Эстония и пр.
ЛССР: см. Список журналов Литовской ССР

### Средняя Азия
см. Азиатская часть России#Советский Союз

## Тематические издания
- о советском кинематографе — см. Комитет по делам кинематографии при СНК СССР#Издания

Детские газеты и журналы
- газета «Пионерская правда»
- журнал Костёр

и др.
см. также Детская литература СССР
Женские журналы
В них печатались статьи на «женские темы», журналы воспитывали женщин, небрежно относящихся к своей внешности и тп. У издания была сеть женщин-селькоров.
- «Советская женщина» (орган Комитета советских женщин и ВЦСПС)
- Крестьянка (1922—2015),
- «Женский журнал» (1926—1930),
- «Работница и крестьянка»  (1932—1941),
- «Белорусская работница и крестьянка».

В перестроечное время издавалась переводная Burda Moden.

## Известные издания
«Правда» (1912—н. в.) — всесоюзная газета, долгое время бывшая ежедневным центральным органом Коммунистической партии и наиболее влиятельным советским изданием, фактически — главной газетой страны. День выпуска её первого номера — 5 мая — был объявлен «Днём печати». В 1975 году тираж газеты достиг 10,6 млн экз.
«Комсомольская правда» (1925—н. в.) — всесоюзная газета, орган ЦК ВЛКСМ. Ориентировалась на молодёжную аудиторию, публиковала много научно-популярных и приключенческих статей. Молодые советские писатели и поэты публиковали в «Комсомольской правде» свои произведения. С 1984 года имела популярное еженедельное приложение —  «Собеседник».
«Советская Россия» (1956—н. в.) — орган ЦК КПСС, Верховного Совета и Совета Министров РСФСР.
«Известия» (1917—н. в.) — общественно-политическая ежедневная газета,  официальный орган руководящих органов Советской власти, в частности Верховного Совета СССР («Известия Советов народных депутатов СССР»).
«Литературная газета» (1929—н. в.) — еженедельное литературное и общественно-политическое издание. Первая в стране «толстая» газета. Охватывала широкий диапазон тем — литература, искусство, политика, общество, мораль и право, наука, быт, другие интересные для публицистики темы. На её страницах публиковались все самые крупные писатели РСФСР и других союзных республик, многие выдающиеся зарубежные писатели. В её статьях на общественно-политическую тематику допускался более высокий уровень свободы мнений и либерализма, чем в большинстве советских газет того времени. «ЛГ» становится одним из самых цитируемых в мире советских, а затем российских периодических изданий. Особую популярность имел отдел юмора «Клуб 12 стульев». Тираж 1989 г. — более 6,5 млн экз.
«Новый мир» (1925—н. в.) — ежемесячный литературно-художественный журнал. Во времена Перестройки тираж журнала, благодаря публикациям в нём ранее запрещённых произведений вырос до фантастических цифр (первый номера за 1990 год — 2,66 млн экз.).
«Юность» (1955—н. в.) — литературно-художественный иллюстрированный журнал для молодёжи. Одним из первых журнал осветил явление бардовской песни, а в 80-е — «митьков». Известный юмористический раздел («Пылесос»/«Зелёный портфель»).
«Огонёк» (1899—н. в.) — общественно-политический и литературно-художественный иллюстрированный еженедельный журнал. Широко популярен в 80-е, за острую социально-политическую линию, проводимую гл. ред. Виталием Коротичем.
«Аргументы и факты»  (1978—н. в.) — еженедельная общественно-политическая газета, приобрела громадную популярность в период Перестройки — в мае 1990 внесена в Книгу рекордов Гиннесса как газета с самым большим тиражом в истории человечества (33,5 млн экз., число читателей превысило 100 млн).

## Организации
- Союз журналистов СССР

## Пресса на экспорт
Ряд советских журналов и периодических бюллетеней издавались на иностранных языках для распространения за рубежом: 
- массовый иллюстрированный журнал «СССР на стройке», который с 1950 года стал выходить под названием «Советский Союз» (к концу 1980-х гг. журнал выходил на 21 языке помимо русского);
- The USSR («СССР»), позднее  Soviet Life («Советская жизнь»), сейчас Russian Life («Русская жизнь») — цветной журнал о русской культуре, выходил раз в два месяца, с декабря 1955 г.

Также, политические журналы «Новое время», «Международная жизнь», «Социализм: принципы, практика, перспективы» и бюллетень «Век XX и мир»; 
военный журнал «Советское военное обозрение»; 
журнал для женщин «Советская женщина» (орган Комитета советских женщин и ВЦСПС), журнал «Культура и жизнь», «Советский фильм» (1961—1967, для пропаганды сов. кино за рубежом); 
литературно-художественный журнал «Советская литература»; 
научно-популярные журналы «Наука в СССР», «Общественные науки»; 
географические журналы «Проблемы Дальнего Востока», «Азия и Африка сегодня», «Латинская Америка»; 
журналы по вопросам торговли «Внешняя торговля», «Советский экспорт»; 
спортивные журналы «Спорт в СССР», «Олимпийская панорама», «Путешествие в СССР»; 
детский журнал «Миша»; 
журнал-дайджест советской прессы «Спутник»; 
журналы религиозных организаций «Журнал Московской патриархии», «Мусульмане Советского Востока».
В союзных республиках выходили журналы и периодические бюллетени журнального типа, издаваемые республиканскими обществами дружбы и культурной связи с зарубежными странами: бюллетень «Армения сегодня» (на 4 языках помимо русского) и ежемесячное приложение к нему «Журавль» (на англ, исп. франц. яз.), бюллетени «Литва сегодня», «Советский Азербайджан», «Советский Казахстан сегодня», журнал «Советский Узбекистан», бюллетень «Таджикистан», журнал «Ukraine» на английском языке (ежемесячное издание еженедельника «Україна»).
Агентство печати «Новости» (АПН) выпускало еженедельную газету «Московские новости» на нескольких языках, в т. ч. английском.
Во многих странах представительствами АПН по материалам этого информагентства выпускались издания об СССР: еженедельный журнал «Kraj Rad» и ежемесячник «Młodość» (издание журнала «Kraj Rad») в Польше, журналы «Днес и утре» в Болгарии, «Fáklya» в Венгрии, «Aurora» в Румынии, «Земља Совјета» и «Zemlja Sovjeta» в Югославии, журнал «Čtení o Sovětském Svazu» и еженедельные газеты «Týdeník aktualit» (на чеш. яз.) и «Týždenník aktualít» (на словац. яз.) в Чехословакии, журнал «Октябрийн туяа» и бюллетень «Советские новости» в Монголии, журналы «URSS» на Кубе, «Лиен Со Нгай Най» во Вьетнаме, «Soviet Life» в США, «Etudes soviétiques» во Франции, «Vida soviética» в Португалии, «Realtà sovietica» и «Rassegna sovietica» в Италии, «Sowjetunion heute» в ФРГ, «Sowjetunion heute» в Австрии, «Nyheter från Sovjetunionen» в Швеции, «Fakta om Sovjetunionen» в Дании, «Maailma ja me» в Финляндии, «URSS» в Мексике, «De La Unión Soviética Novedades» в Аргентине, «Panorama internacional» в Перу, «Enfoque internacional» в Колумбии (распространялся в Колумбии, Перу, Эквадоре, Венесуэле), «Коннити-но-Сорэмпо» в Японии, журнал «Soviet Land» (выходил на 20 местных языках) и газета для детей «Young Sputnik» в Индии, журналы «Aube nouvelle» (на франц. яз.) и «New Dawn» (на англ. яз.) в Ливане, которые распространялись в 33 арабоязычных странах мира, «Almadar» в Ливане (со сменными полосами для 11 арабских стран), журналы «Polar Star» (на англ. яз.) и «Nyota ya Kaskazini» (на яз. суахили) в Уганде, «Light of October» в Эфиопии, «New Dawn» в Ливане, «Dawn» в Пакистане, еженедельные газеты «Soviet weekly» в Великобритании, «Sovjetnytt» в Норвегии, «Urusi leo» в Танзании (на яз. суахили).
Ряд советских научных журналов имели параллельное заглавие и резюме статей на английском.

## Иностранная печать в СССР
- Америка (журнал)  и др.